# Ceratopos seguyi
Ceratopos seguyi är en tvåvingeart som beskrevs av Vaillant 1952. Ceratopos seguyi ingår i släktet Ceratopos och familjen styltflugor. Inga underarter finns listade i Catalogue of Life.